# تعصيب
التعصيب في الفقه الإسلامي هو: (قرابة بجهة نسب وما في حكمه يقتضي الإرث بطريق التعصيب) ويسمى الوارث به (عاصبا) أو (عصبة)، وهو: كل وارث ليس له نصيب مقدر، ويقابله الإرث بالفرض وهو النصيب المقدر لأصحاب الفروض، ويكون الإرث بالتعصيب للعاصب الذكر الذي يدلي بنفسه أو بواسطة، وللإناث اللواتي يعصبهن أخ لهن أي: يحولهن من وارثات بالفرض إلى وارثات بالتعصيب، وهم الأبناء وبنيهم والإخوة لغير الأم دون بنيهم، ويشمل التعصيب إرث الأخوات لغير الأم بناء على قاعدة:《الأخوات مع البنات عصبات.

## التعصيب
التعصيب في اللغة: مصدر عصب يعصب تعصيباً، وهو مشتق من العصب بمعنى الشد والتقوية أو الإحاطة، وعصبة الرجل بنوه وقرابته من الذكور من جهة أبيه، سموا عصبة لأنهم عصبوا بنسبه أي استكفوا به، وفي علم الفرائض هو: (قرابة الوارث للمورث بنسب وما في معناه يقتضي إرث العاصب بنفسه أو بغيره أو مع غيره)، وهو الإرث غير المقدر مقابل الإرث بالفرض المقدر لأصحاب الفروض.
والتعصيب في الاصطلاح: إعطاء ما زاد عن سھام الورثة المفروضة في الكتاب للعصبة، وعصبة الرجل أولياؤه الذكور من ورثته الذين ينتمون إليه.

## حكم الإرث بالتعصيب
1. أن العاصب يأخذ جميع المال إذا انفرد.
2. ويأخذ الباقي بعد أصحاب الفروض.
3. ويسقط إذا استغرقت الفروض ولم يبق من المال شيء إلا ثلاثة: الابن والأب والجد.[4]

## أقسام التعصيب
العصبة ثلاثة أقسام هي:
1. عصبة بالنفس وهم أربعة عشر، الابن وابن الابن وإن نزل، والأب والجد من قبل الأب وإن علا، والأخ الشقيق، والأخ لأب وأبناؤهما وإن نزلا، والعم الشقيق والعم لأب وإن عليا وأبناؤهما وإن نزلا، والمعتق والمعتقة، وهم: الوارثون من الرجال ما عدا الزوج والأخ لأم و الجد و الأب
2. عصبة بالغير وهم أربعة أصناف، وترث به البنت فأكثر مع الابن فأكثر، وبنت الابن فأكثر مع ابن الابن فأكثر الذي في درجتها سواء كان أخاها أو ابن عمها أو مع ابن الابن الذي أنزل منها إن احتاجت إليه، والأخت الشقيقة فأكثر مع الأخ الشقيق فأكثر، والأخت لأب فأكثر مع الأم لأب فأكثر، يعصبون أخواتهم الإناث وهم الابن وابن الابن والأخ الشقيق والأخ لأب.
3. عصبة مع الغير وهم صنفان، وترث به الأخت الشقيقة فأكثر والأخت لأب فأكثر مع البنت فأكثر أو بنت الابن فأكثر.[5]

## الفرع الوارث
الفرع الوارث في علم المواريث يطلق على الولد الذي يرث في جهة البنوة ويتضمن:
- الابن وإبنه وإن سفل بمحض الذكور.
- البنت وبنت الابن وإن سفل أبوها بمحض الذكور، ويفهم من هذا أن أولاد البنات وبنات الابن فرع غير وارث، ومعنى (وإن سفل) أي نزل في درجة القرب، فالإبن أقرب من ابن الابن وابن الابن أقرب من ابن ابن الابن وهكذا وكل قريب يحجب الأبعد منه والمدلي بنفسه الابن والبنت فلا يدخل عليهما حجب الحرمان مطلقا.

1. الابن يرث بالتعصيب دائما، فيأخذ جميع المال إذا انفرد، ويأخذ الباقي بعد أصحاب الفروض سواء كان واحدا أو أكثر، ويحجب بني الابن ذكورا كانوا أو إناثا، ويعصب البنت الواحدة أو أكثر، للذكر مثل حظ الأنثيين، فلو خلف المورث ابنان وبنتان؛ فمسألتهم من ستة للذكرين أربعة، وللبنتين اثنان من ستة.
2. البنت ترث النصف إذا انفردت ولم يكن لها معصب، وتأخذ الثلثلين بنتان فأكثر إذا لم يكن لهن معصب، والبنت الواحدة أو أكثر تكون عصبة بالغير أي بالإبن الواحد أو أكثر.
3. ابن الابن لا يرث إلا عند عدم وجود الابن، ويكون إرثه كالإبن فيرث بالتعصيب ويعصب بنت الابن.
4. بنت الابن ترث النصف بشروطه والثلثين بشروطه والسدس بشروطه ويعصبها ابن الابن.

## الأصل الذكر
الأصل الذكر هو: (الأب والجد أبو الأب وإن علا) وكلاهما عاصب بالنفس يرث بالتعصيب في جهتين من جهات العصوبة هما الأبوة ثم الجدودة.
1. الأب يرث بالتعصيب إذا لم يوجد الفرع الوارث الذكر، ويفرض له السدس مع الفرع الواث، ويجمع بين الفرض والتعصيب مع الفرع الأنثى، ولا ينقص حظه عن السدس إلا بالعول في بعض الصور، وتأخذ الأم معه ثلث الباقي في مسألتي الغراوين ولا يحجب الأب مطلقا.
2. الجد أبو الأب وإن علا يرث عند عدم وجود الأب وكل جد قريب يحجب الأبعد منه، والجد حال إرثه كالأب أي: بالتعصيب أو بأخذ السدس، أو الجمع بين الفرض والتعصيب، إلا مع الإخوة فلا يحجبهم وفي مسألتي الغراوين فلا يحجب الأم.

## الحواشي
الحواشي في المواريث هم: (الإخوة والأعمام وبنيهم) وهم ثالث مرتبة في النسب بعد الأصول والفروع، ويرثون بالتعصيب في ثلاث جهات من جهات العصوبة وهي:
- جهة الأخوة مع الجدودة باعتبارها جهة واحدة وهو قول الجمهور خلافا لأبي حنيفة والأخوة تتضمن الإخوة لأبوين ثم لأب.

1. الأخ الشقيق وهو المدلي من جهتي الأب والأم، واحدا أو أكثر، يرث بالتعصيب ويعصب الأخت الشقيقة.
2. الأخت الشقيقة ترث بالتعصيب مع الأخ الشقيق فإن لم يوجد فلها النصف إذا انفردت والثلثان مع واحدة أو أكثر من الأخوات الشقيقات، وتكون عصبة مع البنت أو بنت الابن.
3. الأخ لأب يرث بالتعصيب ويعصب الأخت لأب.
4. الأخت لأب يعصبها الأخ لأب، وعند عدمه ترث النصف إذا انفردت والثلثين مع أخت لأب، والسدس مع الأخت الشقيقة تكملة للثلثين، وتكون عصبة مع البنت أو بنت الابن.

- بنو الإخوة لأبوين ثم لأب وإن تباعدوا يرثون دون أخواتهم.
- الأعمام لأبوين ثم لأب وبنيهم وإن تباعدوا يرثون دون أخواتهم،